# Sweet Tooth (McEwan)
Sweet Tooth (Mel (PT) ou Serena (BR)) é um romance do escritor inglês Ian McEwan, publicado em 2012. Trata das experiências da sua protagonista, na década de 1970, que após graduar-se na universidade é recrutada pelos serviços secretos para um programa secreto de combate ao comunismo através do apoio ao mundo intelectual, surgindo complicações quando se envolve romanticamente com o seu alvo.
McEwan quis escrever um romance para tratar a agitação social dos anos 1970, e Sweet Tooth é em grande medida baseado na sua própria vida. A história explora a relação entre a integridade artística e a propaganda governamental e analisa diversas abordagens à literatura; a fronteira entre a realidade e a ficção é tratada amplamente. McEwan dedicou o romance ao seu amigo falecido recentemente Christopher Hitchens. Este não é referido directamente no livro, mas participou como anfitrião de um evento literário que ocorreu realmente e foi ficcionado no livro, envolvendo McEwan e Martin Amis, sendo este último referido na história. A recepção da crítica foi variada; alguns revisores consideraram o romance comovente e pungente, enquanto outros o consideraram mais fraco do que grande parte do trabalho anterior de McEwan.

## Resumo do enredo
A história situa-se na Inglaterra do início da década de 1970. Serena, a protagonista, filha de um bispo anglicano, mostra talento para a matemática e é admitida na universidade. Durante o curso envolve-se romanticamente com um professor, que antes de terminar abruptamente o caso assegura uma posição para Serena na função pública. O trabalho é de baixo nível, mas aparece uma oportunidade mais emocionante, quando a Serena é oferecida a oportunidade de participar de um novo programa secreto com o nome de código de Sweet Tooth. Para combater a propaganda comunista durante a guerra fria, a agência quer oferecer assistência financeira a jovens escritores, académicos e jornalistas com uma inclinação anti-comunista. A Serena, que é uma ávida e rápida leitora de ficção, é dada a tarefa de acompanhamento de um jovem escritor.

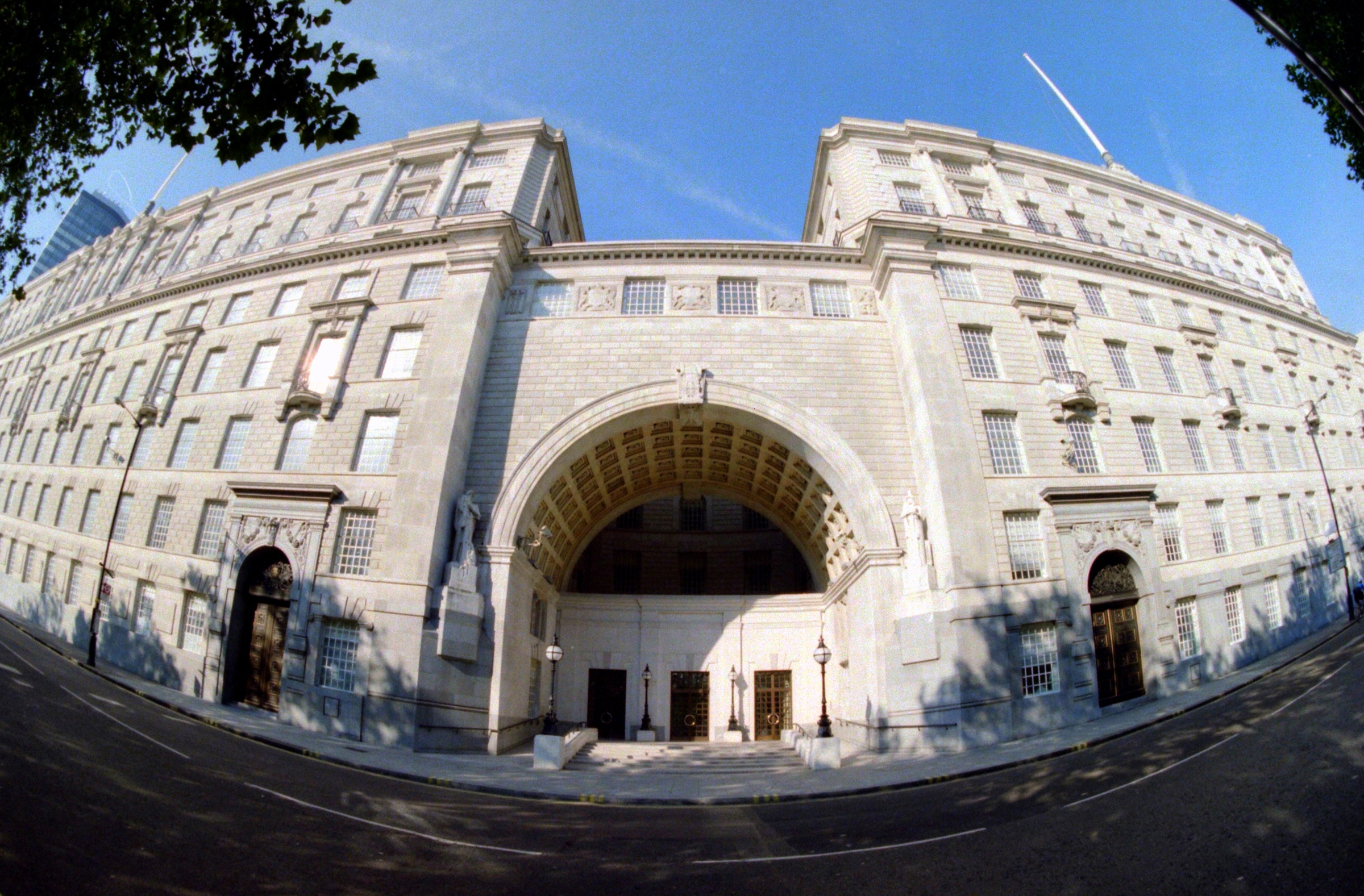
Thames House, sede do Security Service of the United Kingdom, em Londres

Acontece que os dois começam um caso romântico, mas posteriormente a actividade de Serena torna-se pública. O caso do escritor com Serena é exposto na imprensa, todo o programa secreto fica ameaçado e Serena receia perder o seu amor.

## Elementos autobiográficos
Vários críticos têm apontado que o personagem Thomas Haley compartilha muitos traços e detalhes biográficos com o autor. Tal como Haley, McEwan estudou na Universidade de Sussex (e mais tarde também da Universidade de East Anglia) e não numa das mais prestigiadas universidades Oxbridge. As histórias de Haley, resumidas sucintamente no romance, são em vários casos muito semelhantes a algumas das obras anteriores de McEwan. Isto refere-se especialmente ao romance de estreia de Haley que segue de perto o enredo de Dois fragmentos, um conto de McEwan de 1978 que foi publicado no livro Entre os Lençóis (Between the Sheets). O personagem escritor ganha o fictício Prémio Jane Austen para ficção, tal como na sua estreia com Primeiro Amor, Últimos Ritos (First Love, Last Rites) McEwan foi galardoado com o Prémio Somerset Maugham em 1976. Vários amigos de McEwan desta época também surgem no romance, incluindo o seu amigo Martin Amis, o seu primeiro editor Tom Maschler e o seu mentor e crítico Ian Hamilton.
McEwan concorda sobre os elementos autobiográficos do livro tendo-lhe chamado "uma autobiografia silenciada e distorcida" e "uma silenciada, ou transmutada, memória de mim mesmo como jovem escritor." Existem, no entanto, diferenças significativas entre o autor e a personagem. Haley é um académico e escritor de ficção, enquanto McEwan tem sido um escritor profissional em toda a sua carreira. O enredo da agência de espionagem também é completamente fictício; nunca houve um esquema desenvolvido pelos serviços secretos ingleses como o descrito no livro. Como McEwan diz de si mesmo, "infelizmente nunca uma mulher bonita entrou no meu quarto e me ofereceu uma bolsa."

## Género e estilo
Eu disse que não gosto de truques, que gostava da vida como a conhecia recriada na escrita. Ele disse que não era possível recriar a vida na escrita sem truques.

 — Sweet Tooth, cap. 14
Sweet Tooth é uma história de amor, um romance de espionagem e um livro sobre a própria literatura. Serena e o namorado têm diferentes atitudes em relação à literatura – ela é culta mas uma acrítica amante de literatura, ele é um escritor altamente realizado e um erudito literário. Serena prefere uma abordagem de realismo literário, em que a vida no livro reflecte a vida real. O namorado, por outro lado, é de uma escola mais modernista e gosta de experimentar na sua obra. McEwan joga com essas diferenças, em primeiro lugar, colocando-se no romance e apagando a linha que separa autor e personagem e, em segundo lugar, escrevendo o que parece ser uma narrativa na primeira pessoa, para distorcer essa percepção apenas no final.

## Temas
McEwan queria há muito tempo escrever um romance sobre a década de 1970, um período formativo da sua vida a que ele se refere como "o tempo da minha vida". Para o Reino Unido foi um período turbulento, com greves dos mineiros, crise energética, escalada do conflito na Irlanda do Norte, repetidos estados de emergência e várias mudanças de governo. Foi também o período da Guerra Fria, quando os governos ocidentais se esforçavam para ganhar a guerra de ideias contra uma altamente radicalizada intelligentsia. A operação “Sweet Tooth” é totalmente fictícia, mas a história é inspirada pelo escândalo real que afectou a revista literária conservadora Encounter, na sequência de, em 1967, ter sido revelado que recebeu financiamento secreto da CIA. McEwan usa esta história para explorar a relação entre o artista e o estado e a necessidade da literatura se manter independente. Segundo McEwan, o problema não foi a cruzada anti-comunista em si mesma, mas o secretismo com que foi conduzida. "Tudo o que é realmente necessário é que o que quer que o estado faça em relação às artes seja feito às claras, para que o possamos ver."

## Recepção da crítica
Julie Myerson do The Observer apreciou a "boneca russa" de múltiplas camadas do romance e a sua "atracção emocional aguda". Embora tivesse certas dúvidas ao longo do caminho, sentiu que as últimas páginas responderam a todas as suas perguntas e a "levaram quase às lágrimas". Lucy Kellaway do Financial Times foi seduzida pelas histórias dentro da história e embora elas tendam a "retirar vivacidade à narrativa principal", ela viu isto como um instrumento para esclarecer as "diferentes formas de escrever contos e romances." Benjamin Errett, escrevendo para o National Post, apontou como McEwan tinha misturado ficção de espionagem e crítica literária numa combinação que foi simultaneamente emocionante e estimulante intelectualmente. Referindo-se às diferentes preferências literárias dos dois amantes, concluiu que "o romance é suficientemente suculento para satisfazer os dois".
Outros críticos foram menos entusiastas. Catherine Taylor em The Daily Telegraph considerou a protagonista "um pouco demasiado crédula". E também achou que o "sadismo narrativo intencional" de McEwan estava infelizmente ausente do obra. A crítica no The Economist foi ainda mais contundente: referindo-se a Sweet Tooth como "não o melhor livro do senhor McEwan ", o crítico concluiu que no final, "é difícil sentir alguma coisa por estes heróis, que são tudo ideias e sem profundidade". James Lasdun do The Guardian achou que havia "momentosas questões políticas" colocadas na parte inicial do romance, que não foram totalmente abordadas no final. Estilisticamente, Serena encontrou-se ela própria presa exactamente no tipo de narrativa de que não gostava, mas pergunta Lasdun, "com que fim?" O final do livro é especialmente atractivo. Kellaway considerou-o como "uma boa desculpa para voltar ao início e ler este romance rico e agradável de novo", enquanto outro crítico confessou que, embora o final "possa ser suficiente para levar os acólitos de McEwan a voltar atrás no romance para ver como ele fez isso... isso fez-me querer atirar o livro pela janela".
A revista de estatística Significance analisa a representação por McEwan do famoso dilema matemático: o Problema de Monty Hall.